# Distritos de Madagascar

Distritos de Madagascar

Os distritos de Madagascar são divisões administrativas de segundo nível do país, abaixo das regiões. Há 114 distritos em Madagascar. Os distritos são divididos em comunas; alguns dos distritos em áreas urbanas e ilhas costeiras consistem de apenas uma comuna, mas a maioria dos distritos é dividida tipicamente em 5–20 comunas.

## História
Os distritos de Madagascar foram criados em 2004 pela lei nº 2004-001, que também criou as vinte e duas regiões do país. As regiões são subdivisões das províncias, mas são representantes (e representando o povo) da república, não da província.